# Isaac Hempstead-Wright

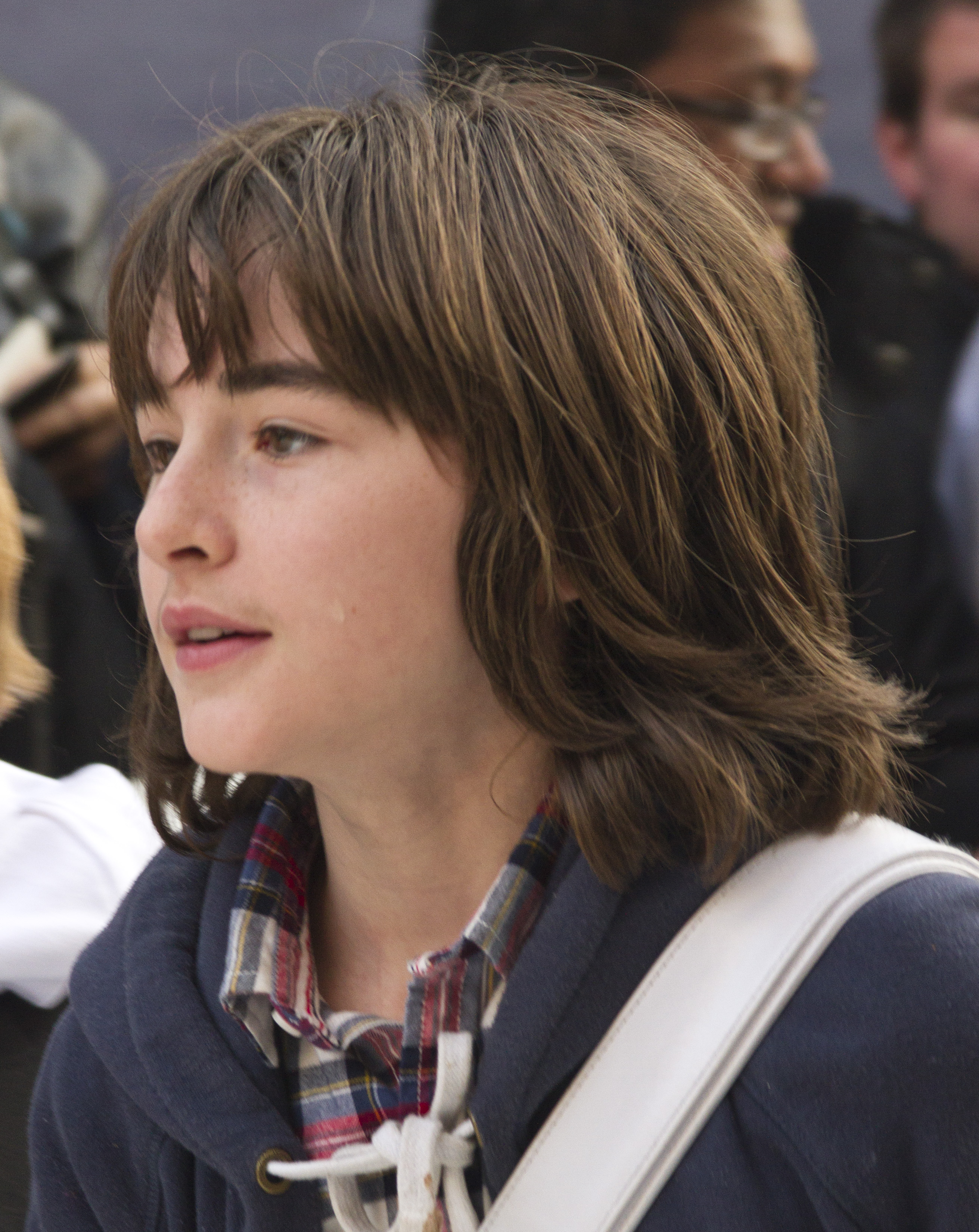
Isaac Hempstead-Wright (2011)

Isaac Hempstead-Wright (ur. 9 kwietnia 1999 w Surrey) – brytyjski aktor, który występował m.in. w roli Brana Starka w serialu fantasy HBO Gra o tron.

## Filmografia

### Filmy
| Rok  | Tytuł    | Rola     | Uwagi      |
| ---- | -------- | -------- | ---------- |
| 2011 | Szepty   | Tom      |            |
| 2013 | Układ    | Tom Rose |            |
| 2014 | Pudłaki  | Eggs     | głos/mocap |
| 2021 | Voyagers | Edward   |            |

### Telewizja
| Rok                   | Tytuł            | Rola       | Uwagi                   |
| --------------------- | ---------------- | ---------- | ----------------------- |
| 2011–14 2016-17, 2019 | Gra o tron       | Bran Stark | w gł. obsadzie, 35 odc. |
| 2014                  | Family Guy       | Aidan      | głos, 1 odc.            |
| 2016                  | Revolting Rhymes | Jack       | głos                    |